# La Riera (Colunga)
La Riera es una parroquia del concejo de Colunga, en el Principado de Asturias, España. Se encuentra a 1.200 metros de Colunga, muy cercana, a unos dos kilómetros y medio se encuentra la playa de 'La Griega'.
Destaca el 'Palacio de la Riera' como construcción.